# Скиба Іван Іванович
Іван Іванович Скиба (нар. 8 березня 1937, село Каленики, тепер Золотоніського району Черкаської області) — український радянський партійний діяч, 1-й секретар Івано-Франківського обкому КПУ. Кандидат у члени ЦК КПУ в 1976 — жовтні 1980 р. Член ЦК КПУ в жовтні 1980—1986 р. Кандидат у члени ЦК КПРС в 1986—1990 р. Депутат Верховної Ради УРСР 9-го скликання. Депутат Верховної Ради СРСР 10—11-го скликань. Народний депутат СРСР у 1989—1991 р. Доктор сільськогосподарських наук.

## Біографія
Народився в родині селянина. Закінчив Калениківську семирічну школу Черкаської області.
У 1959 році закінчив Одеський сільськогосподарський інститут.
Член КПРС з 1959 року.
У 1959 році — асистент кафедри Одеського сільськогосподарського інституту.
У 1959—1961 роках — інструктор Одеського обласного комітету ЛКСМУ. У 1961—1962 роках — інструктор, завідувач сектору, завідувач відділу ЦК ЛКСМУ.
У 1962 — травні 1968 року — секретар ЦК ЛКСМУ по роботі з сільською молоддю.
У травні 1968—1970 року — 2-й секретар ЦК ЛКСМУ.
У 1970—1972 роках — інспектор ЦК КПУ.
У 1972—1978 роках — 2-й секретар Закарпатського обласного комітету КПУ.
4 жовтня 1978 — 22 грудня 1983 року — 1-й секретар Івано-Франківського обласного комітету КПУ.
У грудні 1983 — 1987 року — 1-й заступник завідувача відділу сільського господарства і харчової промисловості ЦК КПРС.
У 1987—1988 роках — завідувач відділу сільського господарства і харчової промисловості ЦК КПРС. У 1988—1991 роках — завідувач Аграрного відділу ЦК КПРС.
З 1991 року — генеральний директор торгового дому «Агроінторг». Потім — на пенсії в Москві.

## Нагороди
- орден Леніна
- орден «Знак Пошани» (22.03.1966)
- ордени
- медалі
- Почесна грамота Президії Верховної Ради Української РСР (25.10.1968)